# Ефект Шарнгорста
Ефект Шарнгорста — гіпотетичний дослід, в якому світловий сигнал може рухатися між двома близько розташованими пластинами швидше від швидкості світла. Явище передбачили Клаус Шарнгорст з Гумбольдтського університету (Німеччина) і Гебріел Бартон з університету Сассексу (Англія). Шарнгорст вивів ефект на основі математичного аналізу в рамках квантової електродинаміки.

## Пояснення
Відповідно до принципу невизначеності Гейзенберга порожній простір, що вважається повним вакуумом, насправді заповнено віртуальними субатомними частинками, що називають вакуумними флуктуаціями. Коли фотон рухається у вакуумі, він взаємодіє з цими віртуальними частинками і при поглинанні може породити електрон-позитронну пару. Ця пара нестабільна і швидко анігілює з випромінюванням фотона, аналогічного поглинутому. За оцінкою час існування енергії фотона у вигляді електрон-позитронної пари знижує спостережувану швидкість фотона у вакуумі, оскільки фотон перетворюється у частинки з досвітловою швидкістю.
На основі цього висновку було зроблено припущення, що швидкість фотона збільшиться при русі між пластинами Казимира. Завдяки обмеженому простору між пластинами деякі віртуальні частинки, що існують у вакуумі, будуть мати довжини хвиль, що перевищують відстань між пластинами. Внаслідок цього густина віртуальних частинок між пластинами буде менша, ніж густина віртуальних частинок зовні. Таким чином, фотон, що рухається між пластинами, буде витрачати менше часу на взаємодію з віртуальними частинками, що знижують його швидкість. Результатом стане збільшення швидкості фотона, і чим ближче будуть пластини, тим вищою буде швидкість світла.
Однак передбачений ефект буде мінімальним. Фотон, що проходить між двома пластинами, розташованими на відстані 1 мкм, збільшить швидкість на 10–36 Така зміна швидкості занадто мала для виявлення існуючими приладами, що не дозволяє наразі виявити ефект Шарнгорста експериментально.

## Причинність
Існування фотонів, що рухаються швидше за швидкість світла, поставлено під сумнів, оскільки це може порушити причинно-наслідкові зв'язки, оскільки при цьому інформація поширюється швидше від швидкості світла. Однак кілька авторів вказують, що ефект Шарнгорста не може призвести до причинно-наслідкових парадоксів. Одне з пояснень таке: фотон у вільному вакуумі рухається зі швидкістю, трохи меншою від c, а при спостереженні ефекту Шарнхорста швидкість фотона наближається до c..